# タカヨシホールディングス
株式会社タカヨシホールディングス（英: TAKAYOSHI, INC.）は、千葉県千葉市美浜区の幕張新都心に本社を置き、大型農産物直売所「わくわく広場」やホームセンター「ファミリーセンタータカヨシ」を直営およびフランチャイズで展開している持株会社。関連事業として、リサイクルショップ、カラオケボックスの運営も行っている。

## 展開店舗
- 大型農産物直売所（産直スーパー）

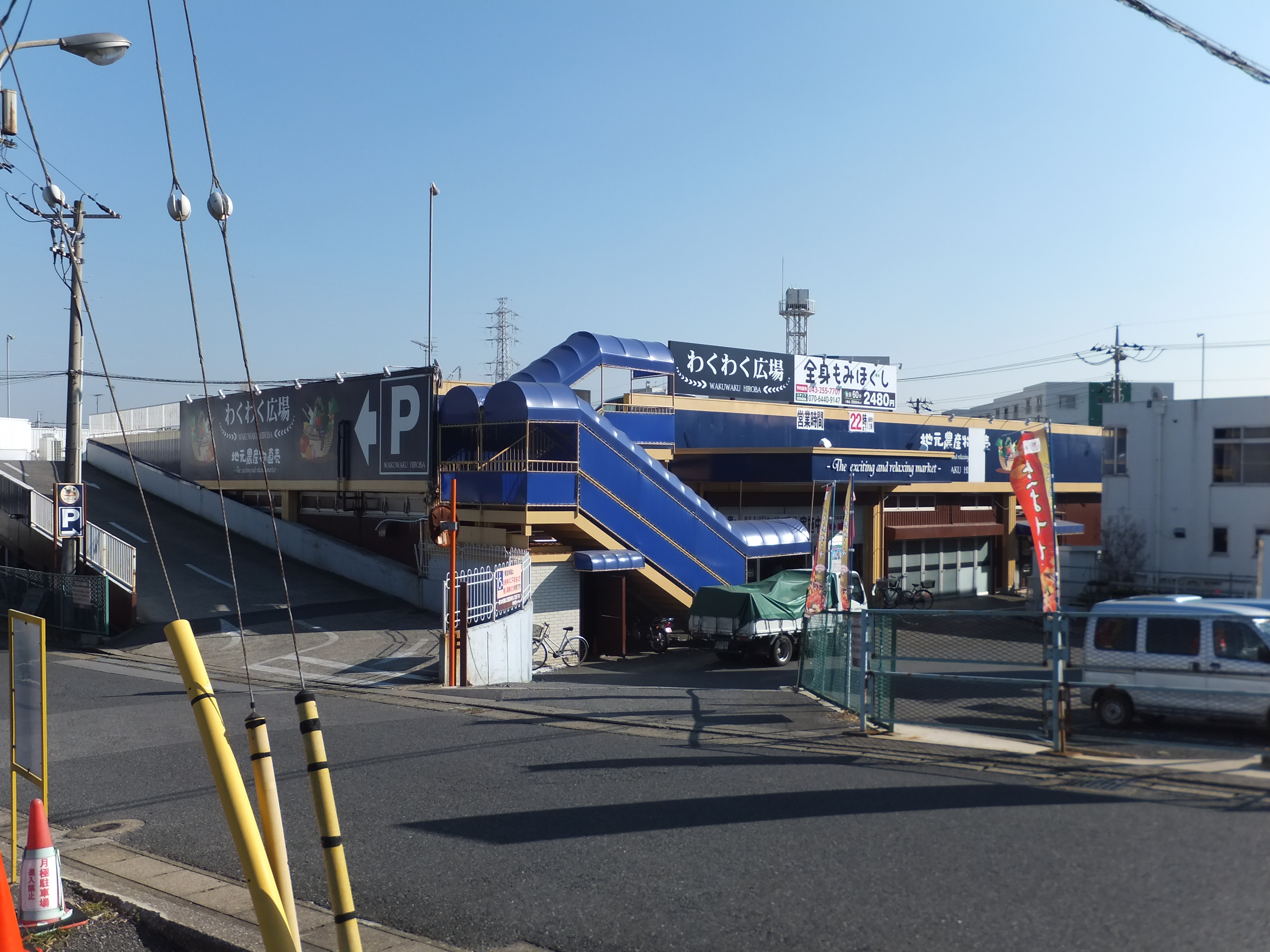
わくわく広場小仲台店（千葉市稲毛区）

  - 農家の八百屋さん わくわく広場（直営、フランチャイズ）
- コンビニエンス型ホームセンター
  - ファミリーセンタータカヨシ（直営、フランチャイズ）
- リサイクルショップ
  - DVDマーケット - 中古DVD専門の買取販売店
  - 館山書店
  - トレゾル - 婦人用衣料、化粧品・ブランド品
  - キッズデポ - 子供服、婦人服
- カラオケボックス
  - 歌若丸

## 過去の事業
かつて、千葉県と福島県で、書籍・CD・DVD販売やメディアレンタルを取り扱う「タカヨシブックセンター」「メディアデポタカヨシ」を運営していたが、2007年、当時経営していた12店舗を合計4億2000万円でゲオへ売却することを決定し、書店業から撤退した。千葉県内の10店舗はゲオの子会社ゲオグローバル、福島県内の2店舗は同じく子会社のゲオリークルに、それぞれ譲渡された。

## 沿革
- 1970年（昭和45年） - 千葉県木更津市にて、有限会社高芳商事を設立し、事務機器販売業を創業。
- 1979年（昭和54年） - 株式会社に改組し、株式会社タカヨシへ商号変更。ホームセンター事業を開始。
- 1984年（昭和59年） - 千葉市内に本社を移転。
- 1985年（昭和60年） - 株式会社タカヨシエンタープライズを設立し、書店事業を開始する。
- 1998年（平成10年） - リサイクルショップ事業を開始。
- 2000年（平成12年） - 農産物の直売所を開始する。株式会社タカヨシエンタープライズを吸収合併。
- 2000年（平成12年） - 産直スーパー「わくわく広場」の展開を開始する。
- 2003年（平成15年） - カラオケボックスの展開を開始する。
- 2007年（平成19年） - 「わくわく広場」のフランチャイズ事業を開始。書店業をゲオに売却し撤退[3][4]。
- 2011年（平成21年） - 本部機能を千葉市美浜区の幕張テクノガーデンに移転。
- 2021年（令和3年）12月24日 - 東京証券取引所マザーズ市場に新規上場[5]。
- 2024年（令和6年）4月1日 - 持株会社制に移行したと同時に、商号を株式会社タカヨシホールディングスに変更。事業は株式会社わくわく広場が継承[6][7]。